# トリナーヴァルタ

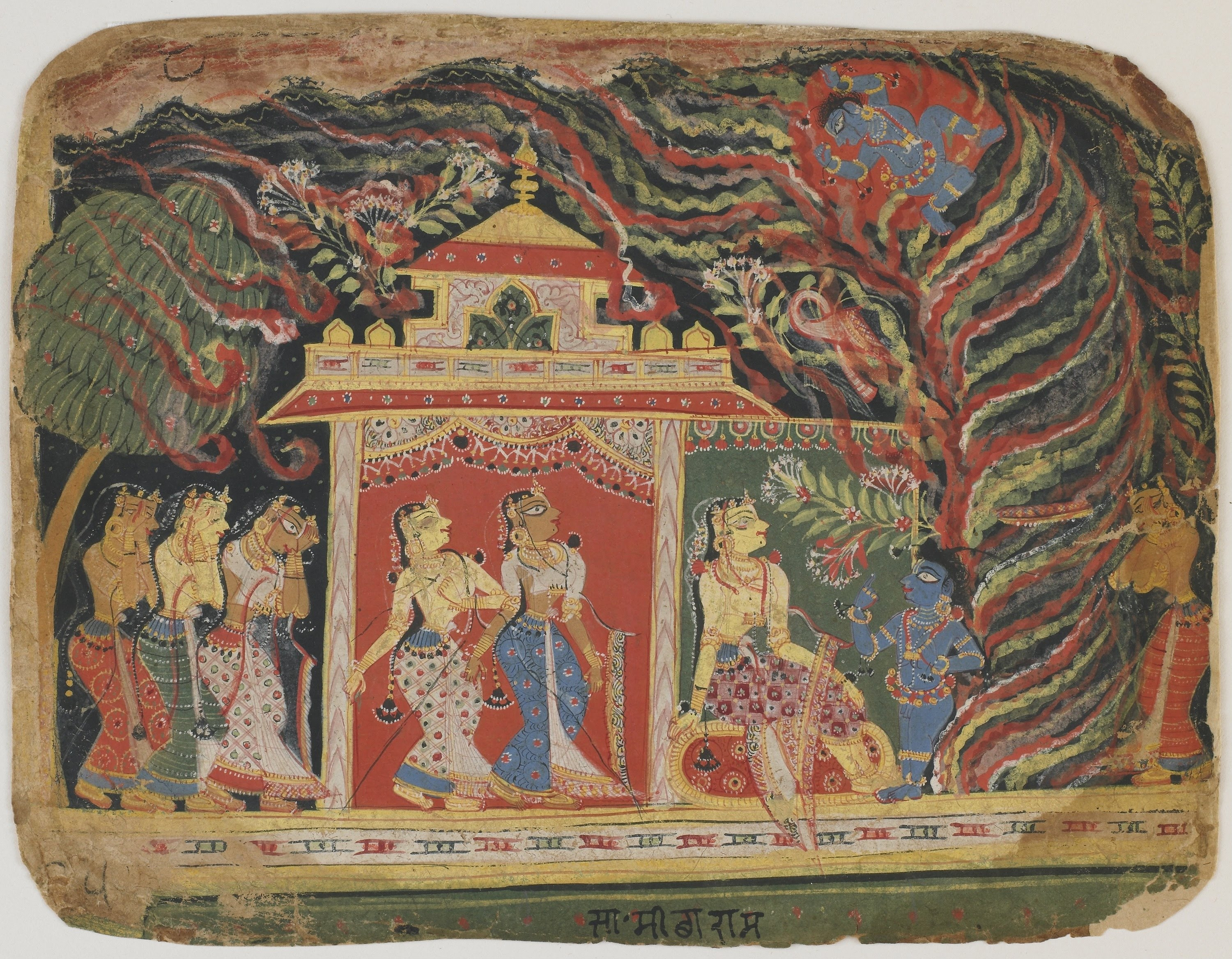
悪魔トリナーヴァルタを負かす幼児クリシュナ。

トリナーヴァルタ（Triṇāvarta）は、インド神話のアスラである。マトゥラーの悪王カンサに仕えた悪魔の1人。後にヴリシュニ族の王となる幼いクリシュナを殺そうとしたが、逆に返り討ちにあったと伝えられている。

## 神話
『バーガヴァタ・プラーナ』によると、トリナーヴァルタは幼児のクリシュナを殺せというカンサの命令に従って、竜巻に変身し、クリシュナが養育されているゴークラに向かった。ちょうどその頃、ゴークラでクリシュナを養育している牛飼の女性ヤショーダーには不思議なことが起きていた。彼女がクリシュナを膝の上に乗せて可愛がっていると、幼児の小さな身体が急に重くなったのである。これはヴィシュヌ神の化身であるクリシュナのうちに全宇宙が存在するためであった。彼女はその重さに耐えられなくなり、困惑して幼児を地面におろした。一方、トリナーヴァルタはゴークラに着くと、集落を砂塵で覆って、人々の視界を奪い、クリシュナをさらった。ヤショーダーはクリシュナがいないことに気づき、気絶して倒れた。トリナーヴァルタはクリシュナをさらって空に飛翔したが、すぐに幼児のクリシュナが非常に重いことに気づいた。悪魔はサファイアの岩でも運んでいるのかと思い、地上に捨てようとしたが、クリシュナの恐るべき怪力によって喉を掴まれて、捨てることが出来なかった。さらに苦しさのあまり、空を飛び続けることができなくなり、地上に落下して岩に激突した。村の女たちが駆け付けると、バラバラになった悪魔の身体が散らばる中に、クリシュナが悪魔の首を掴んでいるのを発見した。人々はクリシュナが生きて戻って来たのを見て大いに喜んだ。後日、ヤショーダーが以前のようにクリシュナを膝の上に乗せて、母乳を与えていると、あくびをしたクリシュナの口の中に、全宇宙、天と地上の一切が存在しているのを見たという。